# 克萊德鎮區 (伊利諾伊州懷特塞德縣)
克萊德鎮區（英語：Clyde Township）是位於美國伊利諾伊州懷特塞德縣的一個行政鎮區。

## 地方資料
根據2010年美國人口普查的數據，克萊德鎮區的面積為93.00平方千米，當中陸地面積為92.70平方千米，而水域面積為0.30平方千米。當地共有人口389人，而人口密度為每平方千米4.18人。